# Agostinho Fortes Filho

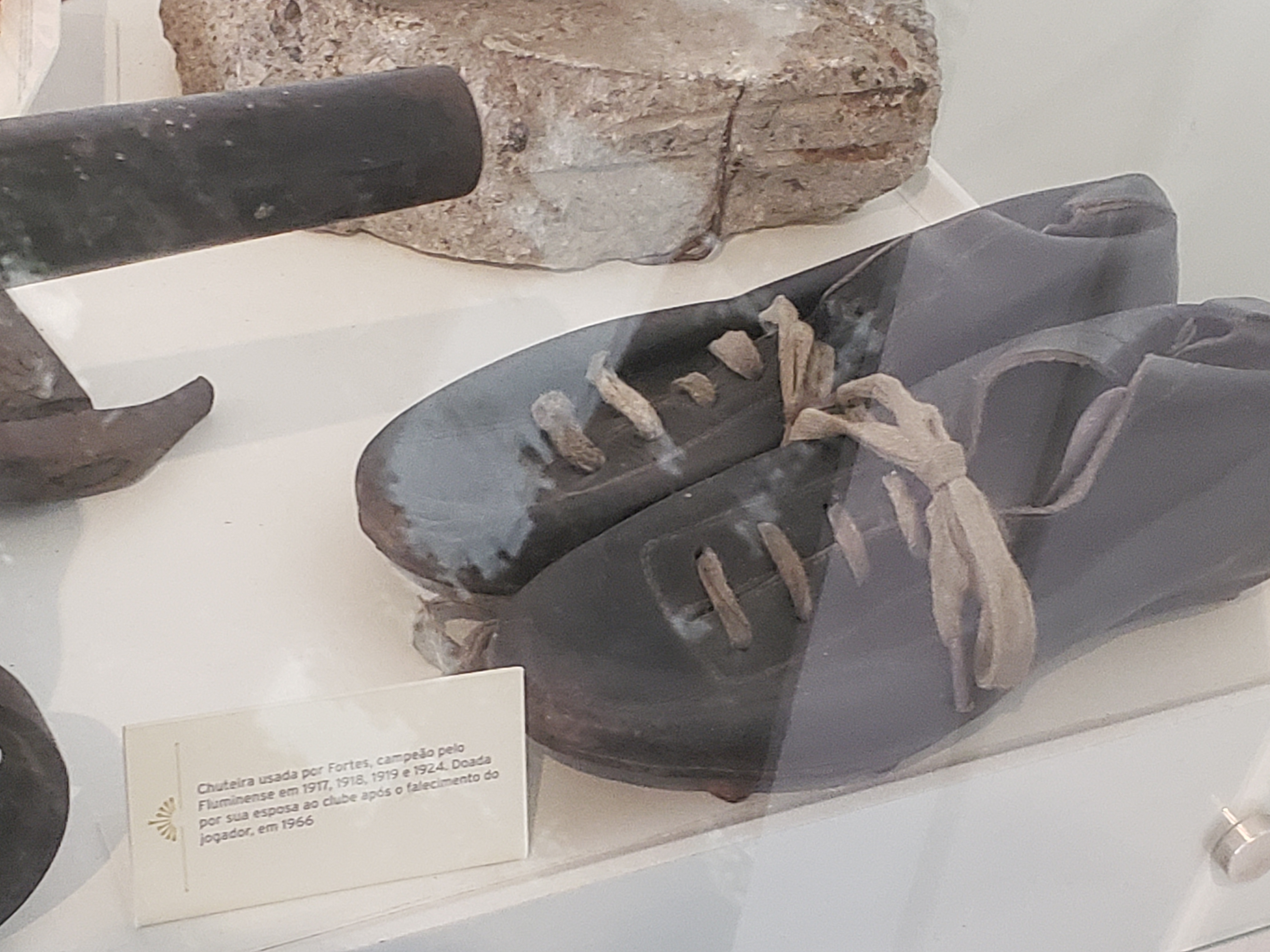
Sabatilles de futbol del jugador brasiler.

Agostinho Fortes Filho (9 de setembre de 1901 - 2 de maig de 1966) fou un futbolista brasiler.

## Selecció del Brasil
Va formar part de l'equip brasiler a la Copa del Món de 1930.

## Palmarès
- Campionat carioca (4): 
  - Fluminense: 1917, 1918, 1919, 1924
- Copa Amèrica de futbol (2): 
  - Brasil: 1919, 1922